# Paris (seriál)
Paris je francouzský šestidílný televizní seriál, který v roce 2015 uvedl televizní kanál ARTE. Seriál sleduje osudy obyvatel Paříže z různých společenských vrstev, různého věku a různé barvy pleti během 24 hodin. Koncept byl převzat z německého televizního dokumentu 24h Berlin – Ein Tag im Leben z roku 2009, který během 24 hodin zachycuje životy slavných i neznámých obyvatel Berlína.

## Charakteristika seriálu
Ústředním motivem seriálu je město Paříž a jeho obyvatelé. Bez ohledu na sociální nebo etnický původ žijí Pařížané (syn premiéra, novinář, kapesní zloděj, transvestita nebo zaměstnankyně RATP) svůj každodenní život, který je zobrazen během jediného dne, kdy se jejich osudy protnou.

## Přehled postav
- Nanou Garcia: Catherine Penmarch, vedoucí autobusového depa dopravních podniků, angažovaná v odborech
- Sarah-Jane Sauvegrain: Alexia (Alexis) Penmarch, její syn, transexuál pracující v nočním klubu na Pigalle a snažící se o změnu pohlaví
- Éric Caravaca: Pierre Lanvin, generální prokurátor
- Jérôme Robart: Ange
- Florence Pernel: Alice Ardent
- Thomas Doret: Clément Ardent, adoptivní syn francouzského premiéra, šikanovaný svými vrstevníky, který se snaží nalézt svou biologickou matku
- Emilie Deville: Coline Sergent
- Félicité Wouassi: Magali
- François Loriquet: Michel Ardent
- Stéphanie Murat: Noémie Lanvin
- Kool Shen: Sacha
- Luc-Antoine Diquéro: Yvon Penmarch